# Riskuj!
Riskuj! (před rokem 1996 Risk!) je česká televizní soutěž, kterou vysílala TV Nova v letech 1994–2006 v podvečerních hodinách.

## Historie

### Risk/Risk!(1994–1995)
V roce 1994 začala TV Nova vysílat pořad Risk, jednalo se o českou verzi amerického pořadu Jeopardy. Moderovali ji Pavel Svoboda a pak herec Ivan Vyskočil. 
V pořadu si 3 soutěžící vybírají otázky z daných témat a s různou obtížností (vyjádřenou počtem bodů), např. Vojenská technika za 3 000. Za správnou odpověď se jim body přičítají, za špatnou odečítají. Pod některými otázkami v prvním a ve druhém kole se skrývají prémie. Soutěžící si může zvolit jednu nebo dvě prémie. Soutěž má tři kola, v prvním kole mají soutěžící na výběr 12 témat s dvěma otázkami s bodovým hodnocením 1 000 a 3 000. 
Ve druhém kole vybírají soutěžící z 12 témat s dvěma otázkami s bodovým hodnocením 2 000 a 6 000 (Zhruba v polovině doby, kdy pořad uváděl Jan Krasl místo 12 témat bylo pouze 6 s bodovým hodnocením 2000–6000). První otázku ve druhém kole vybírá soutěžící, který má nejméně bodů. Poslední zbylí dva soutěžící si ve třetím kole vybírají ze tří položek: audio, video, text, pod nimiž se skrývá téma (např. pod položkou audio: opera), na které postupně vsází libovolnou část svých bodů získaných v předcházejících kolech. 
Na konci pořadu si vítězný soutěžící může vybrat, zda se zúčastní dalšího dílu soutěže, pokud do něj postoupí, nebo zda si vybere jednu z výher: vysavač Elektrolux do 12 000 Kč, automatická pračka, kombinovaná lednička s mrazákem do 33 000 Kč; myčka, lednice, mikrovlnná trouba pří částce 46 000 Kč; Asko Nábytek ve třech koších do 80 000 Kč, 130 000 Kč a do 170 000 Kč. Po překročení částky 170 000 Kč byla hlavní výhra automobil Škoda Favorit a od roku 1995 Škoda Felicia Combi.
V letech 1995–1997 byl vysílán pořad Maxirisk, s nejlepšími soutěžícími z předchozího roku Risku, vítěz získal automobil.

### Riskuj!(1996–2006)
V roce 1996 TV Nova odmítla dále platit distribuční poplatky s odůvodněním, že se pořad originálu Jeopardy tolik nepodobá. Od 1. ledna 1996 změnila název na Riskuj! a přesunula natáčení do nového studia, kde ho moderovali Jan Krasl a po něm Petr Svoboda. Princip zůstal stejný. Od roku 1997 byla hlavní výhra Škoda Octavia. V roce 1999 byl pořad znovu uveden v novém studiu s novým moderátorem Janem Rosákem a již se nesoutěžilo o hodnotné ceny, ale jen o peníze.
V pořadu si 3 soutěžící vybírají otázky z daných témat a s různou obtížností (vyjádřenou počtem bodů), např. Vojenská technika za 3 000. Za správnou odpověď se jim body přičítají, za špatnou odečítají. Po vyčerpání všech otázek v kategorii si mohou vybrat prémiovou otázku, za niž si při správné odpovědi mohou vzít body, nebo peníze (o které pak již nemohou přijít). Soutěž má tři kola, v prvních dvou kolech vždy vypadne soutěžící s nejnižším počtem bodů. Ve druhém kole vybírají dva zbylí soutěžící z množiny otázek, které mohou být na jakékoli téma a jsou odlišeny pouze bodovým ohodnocením (1 000 až 70 000), které zhruba odpovídá jejich obtížnosti.
Poslední zbylý soutěžící si ve třetím kole vybírá z devíti polí tři otázky, na které postupně vsází libovolnou část svých bodů získaných v předcházejících kolech. Otázky jsou skryty za jmény měn, takže např. může vsadit 15 000 na Dolar. Později byly názvy měn nahrazeny čísly. Na konci pořadu si vítězný soutěžící může vybrat, zda se zúčastní dalšího dílu soutěže, v tom případě získává polovinu vyhrané sumy a druhá se mu připočte v dalším díle do posledního kola, pokud do něj postoupí, nebo zda si vezme všechny peníze a dalšího dílu se nezúčastní. Zajímavostí je, že ve hře jsou za některými otázkami ukryty tzv. „cihličky“, které slouží jako prvek štěstí ve hře – pokud soutěžící narazí na cihličku, automaticky získává odpovídající počet bodů.
V roce 2006 byl pořad ukončen. Podle Jana Rosáka to se sledovaností nesouviselo, TV Nova chtěla omládnout a takový byl tehdejší trend.

## Parodie
Pořad Risk byl v roce 1995 parodován v pořadu Česká soda, kde jako moderátor vystoupil Petr Čtvrtníček a bylo použito archivních záběrů Ivana Vyskočila (v roli Jiřího Sikyty ze seriálu Velké sedlo epizoda 9 Povodeň). Dále byl parodován roku 2000 v pořadu Tele Tele pod názvem Rejžuj!, a také Zdeňkem Izerem ve scénce Riskhuj.

## Hry
V roce 1998 vyšla počítačová hra Riskuj! na Microsoft Windows, hra obsahuje přes 2000 otázek a lze ji hrát i v multiplayeru až pro tři hráče u jedné klávesnice. Časopis Score hru ohodnotil 70 %. Po nainstalování starých kodeků QuickTime 2.1.2 je hratelná i na novějších Windows 10.